# Trostjanez (Stryj)
Trostjanez (ukrainisch Тростянець; russisch Тростянець, polnisch Trościaniec) ist ein Dorf in der ukrainischen Oblast Lwiw in der Westukraine mit etwa 550 Einwohnern.

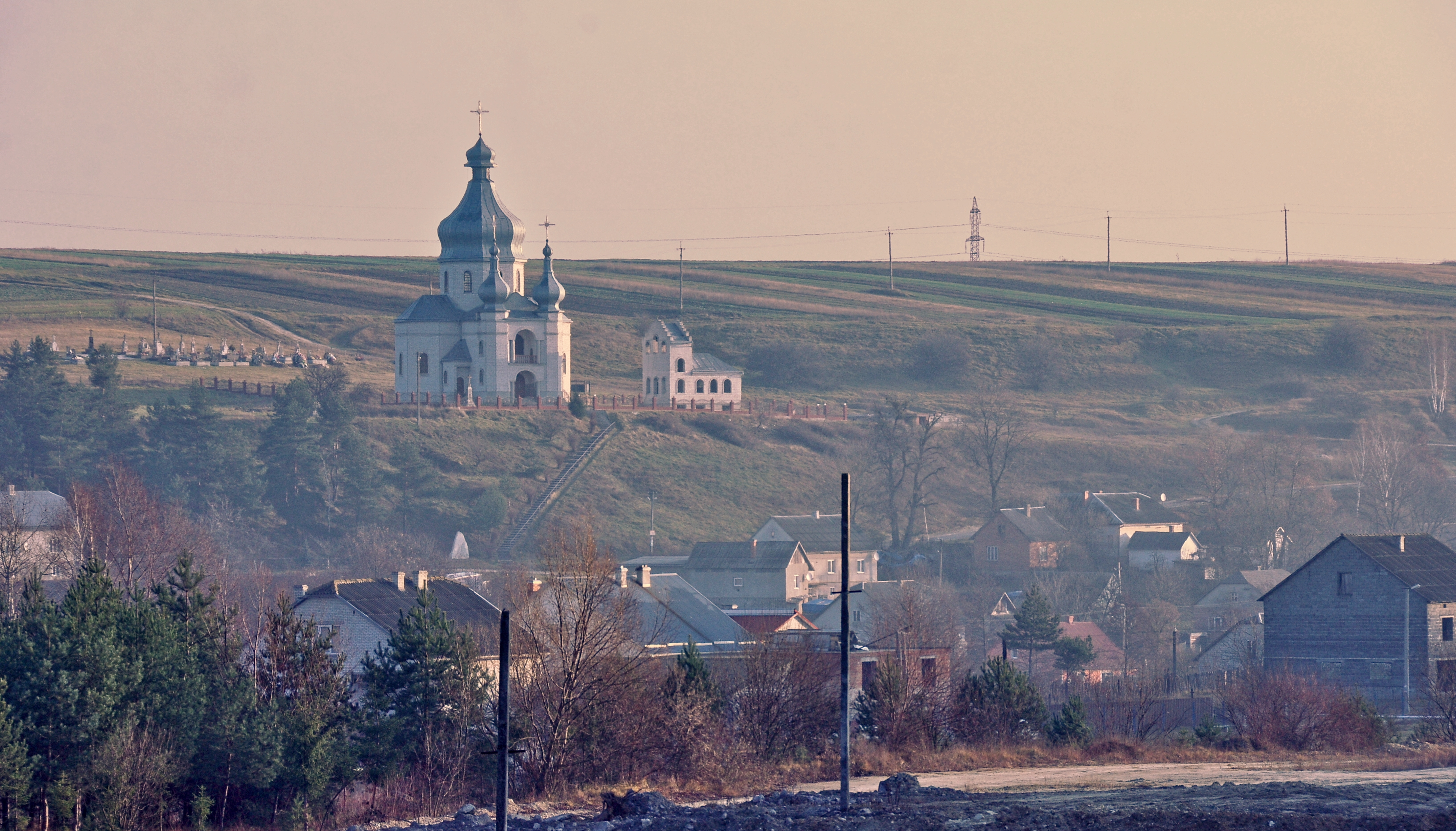
Kirche oberhalb des Ortes

Die Ortschaft liegt im Süden der historischen Landschaft Galizien im Rajon Stryj am Fluss Barbara (Барбара), etwa 3 Kilometer nordöstlich vom ehemaligen Rajonzentrum Mykolajiw und 32 Kilometer südlich vom Oblastzentrum Lwiw entfernt.
Der Ort wurde 1500 zum ersten Mal schriftlich erwähnt, lag zunächst in der Adelsrepublik Polen-Litauen, Woiwodschaft Ruthenien, und kam 1772 als Troscianice zum damaligen österreichischen Kronland Galizien (bis 1918 dann im Bezirk Żydaczów).
Nach dem Ende des Ersten Weltkrieges kam er zu Polen, war hier ab 1921 als Trościaniec in die Woiwodschaft Stanislau, Powiat Żydaczów, Gmina Mikołajów eingegliedert und wurde im Zweiten Weltkrieg erst von der Sowjetunion und ab 1941 bis 1944 von Deutschland besetzt und dem Distrikt Galizien angeschlossen. Nach der Rückeroberung durch sowjetische Truppen 1944 kam er 1945 wiederum zur Sowjetunion und wurde in die Ukrainische SSR eingegliedert, seit 1991 ist der Ort Teil der unabhängigen Ukraine.
Am 5. September 2015 wurde das Dorf zum Zentrum der neu gegründeten Landgemeinde Trostjanez (Тростянецька сільська громада/Trostjanezka silska hromada), zu dieser zählen auch noch die 16 in der untenstehenden Tabelle aufgelistetenen Dörfer sowie die Siedlung Lypiwka, bis dahin gehörte es zur Landratsgemeinde Brodky.
Im Juli 2020 wurde die bis dahin bestehende Zugehörigkeit zum Rajon Mykolajiw aufgelöst und die Landgemeinde wurde ein Teil des Rajons Stryj.
Folgende Orte sind neben dem Hauptort Trostjanez Teil der Gemeinde:
| Name                     | Name        | Name                          | Name               |
| ukrainisch transkribiert | ukrainisch  | russisch                      | polnisch           |
| ------------------------ | ----------- | ----------------------------- | ------------------ |
| Brodky                   | Бродки      | Бродки (Brodki)               | Brodki             |
| Demnja                   | Демня       | Демня                         | Demnia             |
| Dobrjany                 | Добряни     | Добряны                       | Dobrzany           |
| Dubrowa                  | Дуброва     | Дуброва                       | Dąbrowa            |
| Hluchiwez                | Глухівець   | Глуховец (Gluchowez)          | Głuchowiec         |
| Iliw                     | Ілів        | Илов (Ilow)                   | Iłów               |
| Krassiw                  | Красів      | Красов (Krassow)              | Krasów             |
| Lubjana                  | Луб'яна     | Лубяна                        | Lubiana            |
| Lypiwka                  | Липівка     | Липовка (Lipowka)             | Lindenfeld         |
| Mala Wolja               | Мала Воля   | Малая Воля (Malaja Wolja)     | Wola Mała          |
| Poljana                  | Поляна      | Поляна                        | Polana             |
| Saklad                   | Заклад      | Заклад                        | Zakład Dobroczynny |
| Stilsko                  | Стільсько   | Стольско (Stolsko)            | Stulsko            |
| Sucha Dolyna             | Суха Долина | Сухая Долина (Suchaja Dolina) | Sucha Dolina       |
| Ternopillja              | Тернопілля  | Тернополье (Ternopolje)       | Dornfeld           |
| Welyka Wolja             | Велика Воля | Великая Воля (Welikaja Wolja) | Wola Wielka        |